# Salvatore Grigoli
Salvatore Grigoli, soprannominato  'u Cacciaturi (Palermo, 5 luglio 1963), è un mafioso e collaboratore di giustizia italiano, legato a Cosa Nostra.

## Biografia
Salvatore Grigoli, detto "u cacciaturi", nasce nel 1963 a Brancaccio, quartiere di Palermo. Era un mafioso al soldo dei boss di Brancaccio, i fratelli Graviano, vissuto fra i quartieri popolari di Palermo, con 46 omicidi alle spalle e risultava essere uno dei più spietati killer di Cosa Nostra, partecipando inoltre alle stragi del 1993 di Via dei Geogofili, a quella di via Palestro a Milano, e a vari attentati a Roma, tra cui il fallito attentato contro Maurizio Costanzo.
Grigoli divenne presto un killer di fiducia di Antonino "Nino" Mangano, il quale lo fece entrare nel gruppo di fuoco di Brancaccio, un gruppo specializzato nel commettere omicidi e altri reati. Il gruppo era coordinato dai fratelli Graviano, e dopo il loro arresto avvenuto il 27 gennaio 1994, dallo stesso Mangano. Il gruppo di fuoco era composto da: Luigi Giacalone, Cosimo Lo Nigro, Gaspare Spatuzza, Francesco Giuliano, Vittorio Tutino. Con l'avvento di Mangano, per volere di Leoluca Bagarella, si aggiunsero al gruppo Pietro Romeo e Pasquale Di Filippo. Le basi operative e le armi del gruppo di fuoco si trovavano nei quartieri di Brancaccio-Ciaculli e Corso dei Mille. Secondo il pentito Emanuele Di Filippo, fratello di Pasquale, alla guida della famiglia di Roccella, una delle famiglie del mandamento di Brancaccio, c'era Mangano, affiancato da Luigi Giacalone e Salvatore Grigoli.
I fratelli Graviano incaricarono Grigoli e altri killer di uccidere il presbitero don Giuseppe "Pino" Puglisi, che con il centro Padre Nostro toglieva tanti giovani ragazzi a Cosa Nostra. L'omicidio avvenne il 15 settembre 1993, giorno del compleanno del parroco di Brancaccio, allora uno dei cuori della mafia a Palermo. I due killer, con l'intento di inscenare una rapina finita male, utilizzarono una pistola 7,65, un calibro non utilizzato nei delitti di mafia. Stando ai racconti di Grigoli, Gaspare Spatuzza si affiancò a un tranquillo don Puglisi, che stava tornando a casa, dicendo: "Padre, questa è una rapina". Il prete sorrise e disse: "Me l'aspettavo". Grigoli gli sparò un solo colpo alla nuca, uccidendolo. Spatuzza e Grigoli lo derubarono, e scapparono verso il deposito in cui Spatuzza faceva il guardiano, un deposito nella zona industriale di Palermo. Lì i killer si divisero le cose del parroco: una lettera di auguri, un'immaginetta, la patente e i pochi soldi che aveva con sé.
La morte di Puglisi sembrò una maledizione, dati i continui fallimenti a cui i mafiosi andavano incontro.
Grigoli fece parte del gruppo, formato da vari killer legati ai boss di Brancaccio tra cui Spatuzza e Cannella, che il 23 novembre 1993, rapì il piccolo Giuseppe, figlio del pentito Santino Di Matteo. Santino Di Matteo era stato uno degli esecutori della strage di Capaci, e fu il primo pentito a parlarne. Fifetto Cannella, si occupò di individuare il figlio di Santino, e fu proprio lui a comunicarlo al commando di killer riunito in un garage di vicolo Guarnaschelli. Una volta giunti al maneggio in cui Giuseppe faceva equitazione, Grigoli gli disse: "Siamo della protezione, dobbiamo portarti da tuo padre". Una volta preso, Grigoli e Spatuzza lo consegnarono a Giovanni Brusca, che lo tenne prigioniero per 779 giorni. Giuseppe Di Matteo venne ucciso e sciolto nell'acido l'11 gennaio 1996.
Giuseppe Graviano e gli altri boss volevano continuare l'idea stragista di Riina, dopo le stragi del '93, Graviano decise di colpire l'Arma dei Carabinieri. Stabilì quindi un nuovo obiettivo, il presidio dei Carabinieri presso lo Stadio Olimpico di Roma, e decise la data: il 23 gennaio 1994, al termine della partita Roma-Udinese. Nel gennaio del 1994 un commando, di cui facevano parte Salvatore Grigoli, Gaspare Spatuzza, Vittorio Tutino, Cosimo Lo Nigro, Luigi Giacalone, Salvatore Benigno, Francesco Giuliano e guidato da Giuseppe Graviano, arrivò a Roma. Il commando si sistemò in una mansarda nel quartiere Tuscolano, nei pressi di Cinecittà. Ma a causa della curiosità della portiera del palazzo, il gruppo, per sicurezza, si spostò in una villetta di Torvajanica. In questo periodo di preparativi, Francesco Giuliano si confidò con Grigoli dicendogli che aveva compiuto delle rivendicazioni telefoniche, su ordine di Giuseppe Graviano, dopo gli attentati dei mesi precedenti, a nome Falange Armata. In quei giorni Grigoli si occupò dell'esplosivo da inserire nell'auto, una Lancia Thema verde rubata a Palermo. Pochi giorni prima dell'attentato, Graviano decise che quel gruppo era formato da troppe persone, così rimandò a Palermo Grigoli e Giuliano. L'attentato allo stadio Olimpico fu un fallimento, l'autobomba non esplose a causa di un malfunzionamento del telecomando.

## Arresto e condanne

### Arresto e pentimento
Colpito da una ordinanza di custodia cautelare in carcere il 18 luglio 1995, a causa di una serie di omicidi in cui era implicato, Grigoli venne arrestato il 19 giugno 1997, dopo quasi due anni di latitanza. Dopo l'arresto, Grigoli decise di collaborare con la giustizia, confessando tutti i delitti da lui commessi. Fu un collaboratore dell'Arma dei Carabinieri, portando alla cattura del mafioso Gaspare Spatuzza.
Questo lo portò ad essere scarcerato nel 1999, obbligandolo a scontare la pena agli arresti domiciliari. Venne posto sotto scorta e costretto a vivere in un luogo protetto. Egli contribuì all'arresto di molti altri mafiosi. Collaborò, inoltre, con la Diocesi di Palermo per il processo di beatificazione di Don Puglisi.
Oggi Grigoli, gestisce un piccolo bar nel Nord Italia.

### Condanne
- Nel 2001, la corte d'appello di Palermo, lo condanna a 16 anni di reclusione per l'omicidio del presbitero don Pino Puglisi.[24]
- Nel 1998, la corte d'assise di Firenze, lo condanna a 18 anni per la strage di via dei Georgofili, pena ridotta in quanto divenuto collaboratore di giustizia.[25]
- Nel 1999 la corte d'assise di Palermo, condanna Grigoli a venti anni di reclusione per l'omicidio del piccolo Giuseppe Di Matteo.[26]
- Sempre a Palermo, è stato condannato a 15 anni per un altro omicidio.